# Carl Barus
Carl Barus (Cincinnati, Estados Unidos, 19 de febrero de 1856-Providence, Rhode Island, Estados Unidos, 20 de septiembre de 1935) fue un físico estadounidense, y tío abuelo materno del novelista estadounidense Kurt Vonnegut.
Barus nació en Cincinnati, hijo de dos inmigrantes alemanes, el músico Carl Barus, Sr. y su esposa Sophia Barus (nacida Möllmann). Se graduó en el Woodward High School, donde coincidió con William Howard Taft, en 1874.
Tras estudiar ingeniería de minas durante dos años, se trasladó a Wurzburgo, Alemania, donde estudió física con Friedrich Kohlrausch, y se graduó summa cum laude en 1879.
Barus se casó con Annie Gertrude Howes el 20 de enero de 1887. Tuvieron dos hijos, Maxwell y Deborah. En Estados Unidos en 1892, era miembro de la American Philosophical Society, y el miembro más joven de la Academia Nacional de Ciencias de Estados Unidos.
En 1903 fue elegido decano del departamento de posgrado de la Universidad Brown, que controlaba desde su oficina en Wilson Hall. Permaneció como decano de la escuela de posgrado hasta su jubilación en 1926. Para entonces, el departamento había crecido lo suficiente para convertirse en una escuela de la universidad, lo cual ha sido atribuido a sus contribuciones. En 1905 fue miembro del Primer Congreso Internacional de Radiología y Electricidad en Bruselas. El mismo año, se convirtió en miembro de la Physikalisch-Medizinische Sozietät en Erlangen. Además, el mismo año se convirtió en el cuarto presidente de la American Physical Society, y en 1906, se convirtió en miembro de la junta consultiva de física en el Instituto Carnegie del estado de Washington.
Barus falleció en Providence, Rhode Island, Estados Unidos.